# Ferme porcine d'Ezhou
 (novembre 2022).
La ferme porcine d'Ezhou est une ferme urbaine située à Ezhou, dans la province chinoise du Hubei, dont la construction de la première unité s'est achevée en 2022. Le projet est porté par la société Hubei Zhongxinkaiwei Modern Farming.
Cette ferme verticale, logée dans un gratte-ciel de vingt-six étages, est prévue pour héberger simultanément 650 000 cochons, ce qui en fait, de très loin, la plus grande porcherie au monde. La construction de quatre unités supplémentaires, permettant l'élevage de plus de trois millions de bêtes, est prévue.

## Historique
Le projet est conçu dans le contexte des suites de l'épidémie de peste porcine africaine en 2018-2019, qui a décimé le cheptel chinois. La Chine est, de très loin, le premier consommateur mondial de viande de porc, avec 52 kilogrammes par habitant et par an,. Ce projet vise à reconstituer le cheptel chinois dans des conditions censées être saines et exemptes d'infections.
La ferme commence à fonctionner en octobre 2022 après deux années de travaux. Les travaux ont coûté quatre milliards de yuans, soit, à cette date, environ 580 millions d'euros,.
Lin Jin, président de la société Zhong Xin Kai Wei Modern Breeding Company, porteuse du projet, annonce que les 3 700 premiers animaux arrivent en octobre 2022.

## Caractéristiques
Lors de l'ouverture du premier bâtiment, en octobre 2022, la ferme consiste en un gratte-ciel de vingt-six étages. Chacun de ses étages est prévu pour accueillir 25 000 cochons, soit un total de 650 000 bêtes dans l'immeuble. Les paramètres de l'ensemble du bâtiment, notamment ventilation, température, humidité et trente mille points d'alimentation des animaux, doivent être contrôlés de manière centralisée dans un centre de contrôle,.
Chaque étage est conçu comme une ferme autonome et est cloisonné en divers secteurs affectés chacun à un aspect de la vie d'un animal : une zone pour les truies gestantes, une salle pour la mise bas des porcelets, un espace pour l'allaitement et un pour l'engraissement des porcs. La nourriture des animaux représente environ cinq cent tonnes par jour, acheminée par tapis roulant jusqu'au dernier étage, où elle est entreposée dans des silos géants. Les mangeoires sont équipées pour distribuer automatiquement les repas aux porcs en fonction de leur stade de vie, de leur poids et de leur état de santé. 
Les animaux sont acheminés d'un étage à l'autre par six monte-charges d'une capacité unitaire de quarante tonnes ou deux cent quarante bêtes. Le projet prévoit que les eaux usées seront retraitées sur place avec un objectif d'absence d’émissions d’excréments ; par ailleurs, un projet de production de biogaz à partir du lisier est envisagé,.
L'abattoir est également situé dans l'immeuble, et est prévu pour débiter 54 000 tonnes de viande porcine chaque année. Selon les responsables du projet, les animaux seront libres de se promener à l'intérieur de leur étage, mais ne quitteront jamais le bâtiment.
Un deuxième bâtiment semblable au premier est déjà construit ; trois autres sont encore envisagés, pour héberger un total de plus de trois millions de cochons ; à terme, le complexe devrait abattre un million deux cent mille bêtes annuellement et vendre cent mille tonnes de viande,.